# Futó Mihály (tanár, 1851–1886)
Futó Mihály (Báránd, 1851. október 2. – Debrecen, 1886. március 4.) tanár.

## Élete
Gazdag polgárcsalád sarja volt. 1861-ben a debreceni református főgimnázium növendékei közé lépett és három osztályt végzett. 1864-től 1867-ig tartó betegeskedéséből felépülve Debrecenben folytatta gimnáziumi tanulmányait 1872-ig, amikor érettségi vizsgát tett. Ezután Budapesten a József-műegyetemnek négy évig volt hallgatója. 1876 októberében a debreceni magyar királyi gazdasági tanintézethez a technikai szakokra segédtanári címmel nevezték ki; innen 1878 októberében a debreceni főreáliskolához előbb helyettes, később rendes tanárnak ment át.

## Munkái
A determinansokról. Mennyiségtani tanulmány. Bpest, 1885.